# Honkasaari (ö i Finland, Södra Karelen, Imatra, lat 61,55, long 29,56)
Honkasaari är en ö i Finland.   Den ligger i kommunen Parikkala i den ekonomiska regionen  Imatra ekonomiska region  och landskapet Södra Karelen, i den sydöstra delen av landet, 290 km nordost om huvudstaden Helsingfors. Honkasaari ligger i sjön Simpelejärvi.